# ساس (نرم‌افزار)
نرم‌افزار ساس یا نرم‌افزار سس (SAS) یک نرم‌افزار آماری است که برای تجزیه وتحلیل‌های آماری به کار می‌رود. نام این نرم‌افزار مخفف Statistical Analysis System می‌باشد.

## کاربرد
این نرم‌افزار به لحاظ محاسباتی بسیار قدرتمندتر از نرم‌افزارهای آماری دیگر چون SPSS و S-PLUS می‌باشد. نسخه‌های مختلفی از این نرم‌افزار اریه گردیده که جدیدترین نسخه نسخه ۹٫۲ می‌باشد. یکی از نقاط قوت این نرم‌افزار این است که به کاربران اجازه می‌دهد که تحلیل‌های آماری را در هر سطحی از پیچیدگی انجام دهند. این نرم‌افزار احتیاج به برنامه‌نویسی دارد و مانند نرم‌افزار Spss همه کارها با منوها انجام نمی‌شود.
انواع تجزیه و تحلیلهای سریهای زمانی، انواع مدلهای خطی و غیر خطی، روشهای چند متغیره پیوسته و گسسته، کنترل کیفیت، آمار توصیفی، انواع تحلیلهای گرافیکی و نموداری، انواع تحلیلهای ماتریسی و … را می‌توان توسط این نرم‌افزار انجام داد. این نرم‌افزار دارای Help بسیار قوی می‌باشد که هر کاربری به راحتی می‌تواند موارد موردنیاز خود را آموزش ببیند.

## امکانات
- بازیابی اطلاعات و مدیریت داده
- گزارش‌نویسی و گراف‌ها
- آمار و داده‌کاوی
- برنامه‌ریزی تجاری، پیش‌گویی و سیستم پشتیبانی تصمیم‌گیری
- تحقیق در عملیات و کنترل پروژه
- کنترل کیفیت
- توسعه نرم‌افزار پلیکیشن
- انبار داده (استخراج، انتقال، بارگیری)
- چندسکویی و نرم‌افزار کنترل از راه‌دور